# Noanent
Nohanent és un municipi francès situat al departament del Puèi Domat i a la regió d'Alvèrnia-Roine-Alps. L'any 2007 tenia 1.867 habitants.

## Demografia

### Població
El 2007 la població de fet de Nohanent era de 1.867 persones. Hi havia 779 famílies de les quals 191 eren unipersonals (84 homes vivint sols i 107 dones vivint soles), 274 parelles sense fills, 266 parelles amb fills i 48 famílies monoparentals amb fills.
La població ha evolucionat segons el següent gràfic:
Habitants censats

### Habitatges
El 2007 hi havia 840 habitatges, 794 eren l'habitatge principal de la família, 4 eren segones residències i 43 estaven desocupats. 778 eren cases i 62 eren apartaments. Dels 794 habitatges principals, 653 estaven ocupats pels seus propietaris, 128 estaven llogats i ocupats pels llogaters i 13 estaven cedits a títol gratuït; 9 tenien una cambra, 34 en tenien dues, 125 en tenien tres, 220 en tenien quatre i 407 en tenien cinc o més. 633 habitatges disposaven pel capbaix d'una plaça de pàrquing. A 280 habitatges hi havia un automòbil i a 457 n'hi havia dos o més.

### Piràmide de població
La piràmide de població per edats i sexe el 2009 era:
| Homes | Edats   | Dones |
| ----- | ------- | ----- |
| 0     | 95 o +  | 0     |
| 4     | 90 a 94 | 0     |
| 0     | 85 a 89 | 12    |
| 0     | 80 a 84 | 4     |
| 16    | 75 a 79 | 16    |
| 20    | 70 a 74 | 40    |
| 72    | 65 a 69 | 60    |
| 56    | 60 a 64 | 84    |
| 64    | 55 a 59 | 56    |
| 96    | 50 a 54 | 76    |
| 108   | 45 a 49 | 104   |
| 76    | 40 a 44 | 84    |
| 56    | 35 a 39 | 72    |
| 44    | 30 a 34 | 32    |
| 36    | 25 a 29 | 32    |
| 64    | 20 a 24 | 48    |
| 64    | 15 a 19 | 60    |
| 56    | 10 a 14 | 72    |
| 52    | 5 a 9   | 32    |
| 16    | 0 a 4   | 20    |

## Economia
El 2007 la població en edat de treballar era de 1.237 persones, 892 eren actives i 345 eren inactives. De les 892 persones actives 850 estaven ocupades (426 homes i 424 dones) i 44 estaven aturades (23 homes i 21 dones). De les 345 persones inactives 155 estaven jubilades, 134 estaven estudiant i 56 estaven classificades com a «altres inactius».

### Ingressos
El 2009 a Nohanent hi havia 808 unitats fiscals que integraven 1.966,5 persones, la mediana anual d'ingressos fiscals per persona era de 22.959 €.

### Activitats econòmiques
Dels 47 establiments que hi havia el 2007, 1 era d'una empresa alimentària, 4 d'empreses de construcció, 8 d'empreses de comerç i reparació d'automòbils, 3 d'empreses de transport, 5 d'empreses d'hostatgeria i restauració, 3 d'empreses d'informació i comunicació, 1 d'una empresa financera, 3 d'empreses immobiliàries, 2 d'empreses de serveis, 13 d'entitats de l'administració pública i 4 d'empreses classificades com a «altres activitats de serveis».
Dels 9 establiments de servei als particulars que hi havia el 2009, 1 era una oficina de correu, 1 taller de reparació d'automòbils i de material agrícola, 1 electricista, 2 perruqueries, 2 restaurants, 1 agència immobiliària i 1 saló de bellesa.
Dels 6 establiments comercials que hi havia el 2009, 1 era una botiga de més de 120 m², 1 una botiga de menys de 120 m², 1 una fleca, 1 una carnisseria, 1 una llibreria i 1 una floristeria.
L'any 2000 a Nohanent hi havia 4 explotacions agrícoles.

## Equipaments sanitaris i escolars
L'únic equipament sanitari que hi havia el 2009 era una farmàcia.
El 2009 hi havia 2 escoles elementals.

## Poblacions més properes
El següent diagrama mostra les poblacions més properes.